# Erdschein

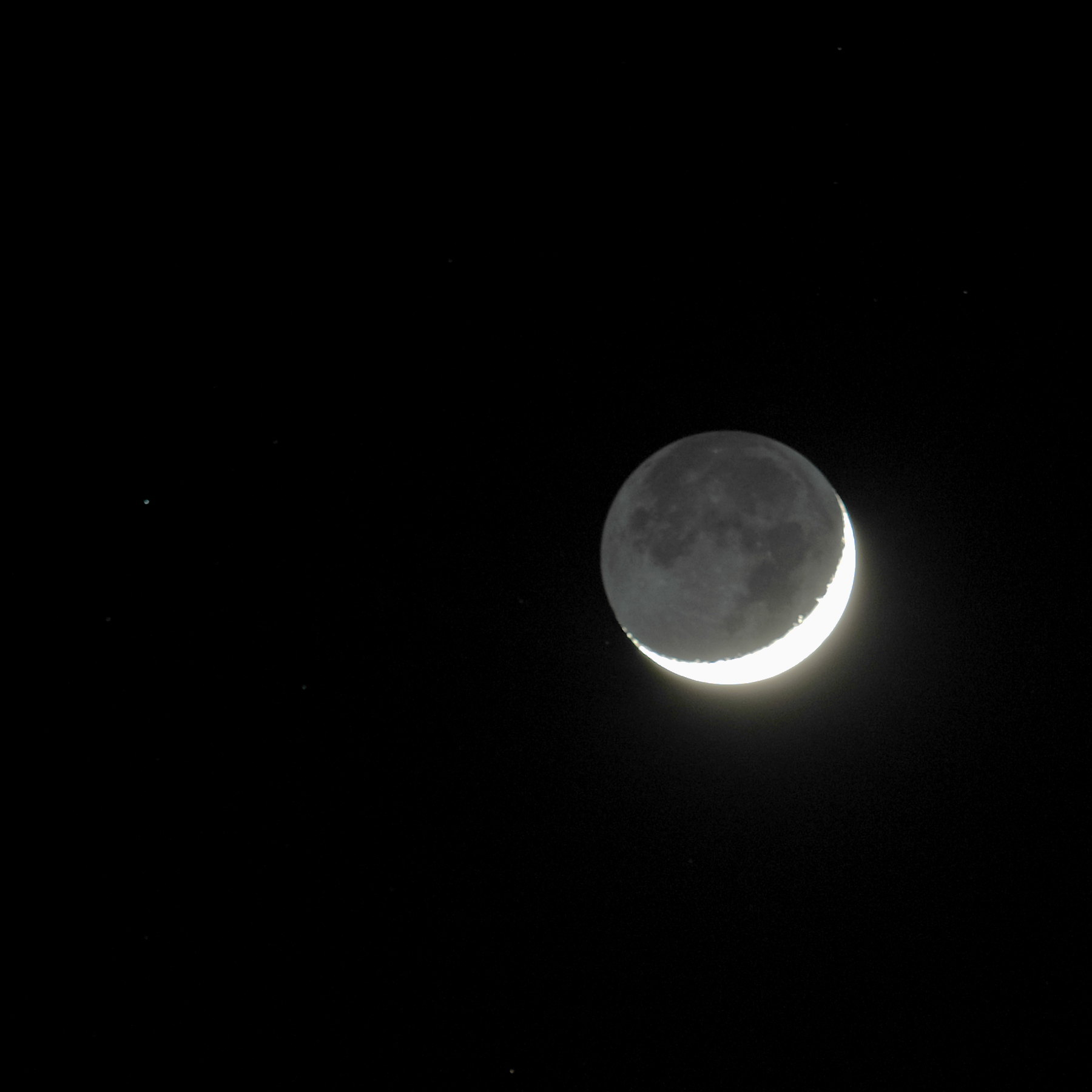
Die vom Erdschein beleuchtete Nachtseite des Mondes wird neben der schmalen Mondsichel (11 Prozent, Mondalter = 3,3 Tage) mit aschgrauem Mondlicht sichtbar. Aufnahme über dem westlichen Abendhimmel kurz nach der Tag-und-Nacht-Gleiche im Frühjahr bei besonders steiler Ekliptik von Berlin aus gesehen. Links der Stern Omikron Arietis (37 Ari, 6,2^{m}) im Sternbild Widder.

Erdschein oder Erdlicht nennt man Sonnenlicht, das von der Erde ins All reflektiert wird.
Das Erdlicht erreicht so auch den Mond auf seiner uns zugewandten Seite. Dadurch werden hier auch von der Sonne unbeleuchtete Flächen matt beleuchtet. Licht, das durch eine weitere Reflexion an der Mondoberfläche als aschgraues Mondlicht wieder die Erde erreicht, kann uns bei günstigen Beobachtungsbedingungen mit bloßem Auge Anteile der Nachtseite (Schattenseite) des Mondes aschfahl schimmernd erkennen lassen.
Am besten ist der Widerschein des Erdlichts bei sehr schmaler Mondsichel wenig vor oder nach Neumond sichtbar, sofern die blendende Sonne in gewissem Winkel unter dem Horizont steht. Diese Situation findet sich in der poetischen Umschreibung der alte Mond in den Armen des jungen wieder.

## Details
Bei Neumond steht der Mond zwischen Erde und Sonne, so dass man von der Erde her auf die Nachtseite des Mondes blicken könnte. Doch steht ein Beobachter auf der Erde dann im Licht des Tages. Daher kann durch die von gestreutem Sonnenlicht erleuchtete Atmosphäre ein Neumond – die Nachtseite ohne Mondsichel – von der Erdoberfläche aus nicht wahrgenommen werden (sofern sich nicht eine Sonnenfinsternis ereignet).
Ein Beobachter auf dem Mond könnte zu dieser Zeit auf die beleuchtete Seite der Erde blicken: Die Erde stünde für ihn als „Vollerde“ am schwarzen Mondhimmel und schiene dort wegen ihres sehr viel größeren Durchmessers und des außerdem infolge Wolken, Schneedecken und heller Wüsten etwa dreimal höheren Rückstrahlungsvermögens ungefähr fünfzigmal heller als der Vollmond von der Erde aus gesehen. Wenn man bedenkt, dass Mondlicht hell genug sein kann, um auf der Erde deutliche Schatten zu erzeugen, mag man ahnen, wie stark der Schein der Vollerde als Erdlicht die Mondlandschaft ausleuchtet. Mit einem einfachen Fernglas sind von der Erde aus sogar Einzelheiten auf der Nachtseite der Mondoberfläche im fahlen Schimmer aschgrauen Mondlichts zu erkennen.

## Kulturgeschichte
Bereits den Mesopotamiern war das aschgraue Mondlicht bekannt, und dass die Mondscheibe unabhängig von der Mondphase stets ihre kreisrunde Form behält.
Die korrekte Deutung des aschgrauen Mondlichts wird häufig Leonardo da Vincis – etwa zwischen 1506 und 1510 entstandenen und im Codex Leicester vorliegenden – Aufzeichnungen zugeschrieben, mitunter auch Michael Mästlin (1550–1631). Andere Beobachter hatten die Ansicht vertreten, dass der Mond selbst etwas Licht ausstrahle, oder sie meinten, er sei ähnlich wie Wasser lichtdurchlässig und leuchte im Sonnenlicht auf.
Zur quantitativen Messung des aschgrauen Mondlichts entwickelte der französische Astronom André Danjon eine praktische Methode in der ersten Hälfte des 20. Jahrhunderts. Unterschiede im Widerschein von Erdlicht erlauben Rückschlüsse auf Veränderungen der Erdalbedo, wie sie vornehmlich durch wechselnde Bewölkungsverhältnisse und Schneebedeckungen entstehen.

Historische Darstellungen des aschgrauen Mondlichts
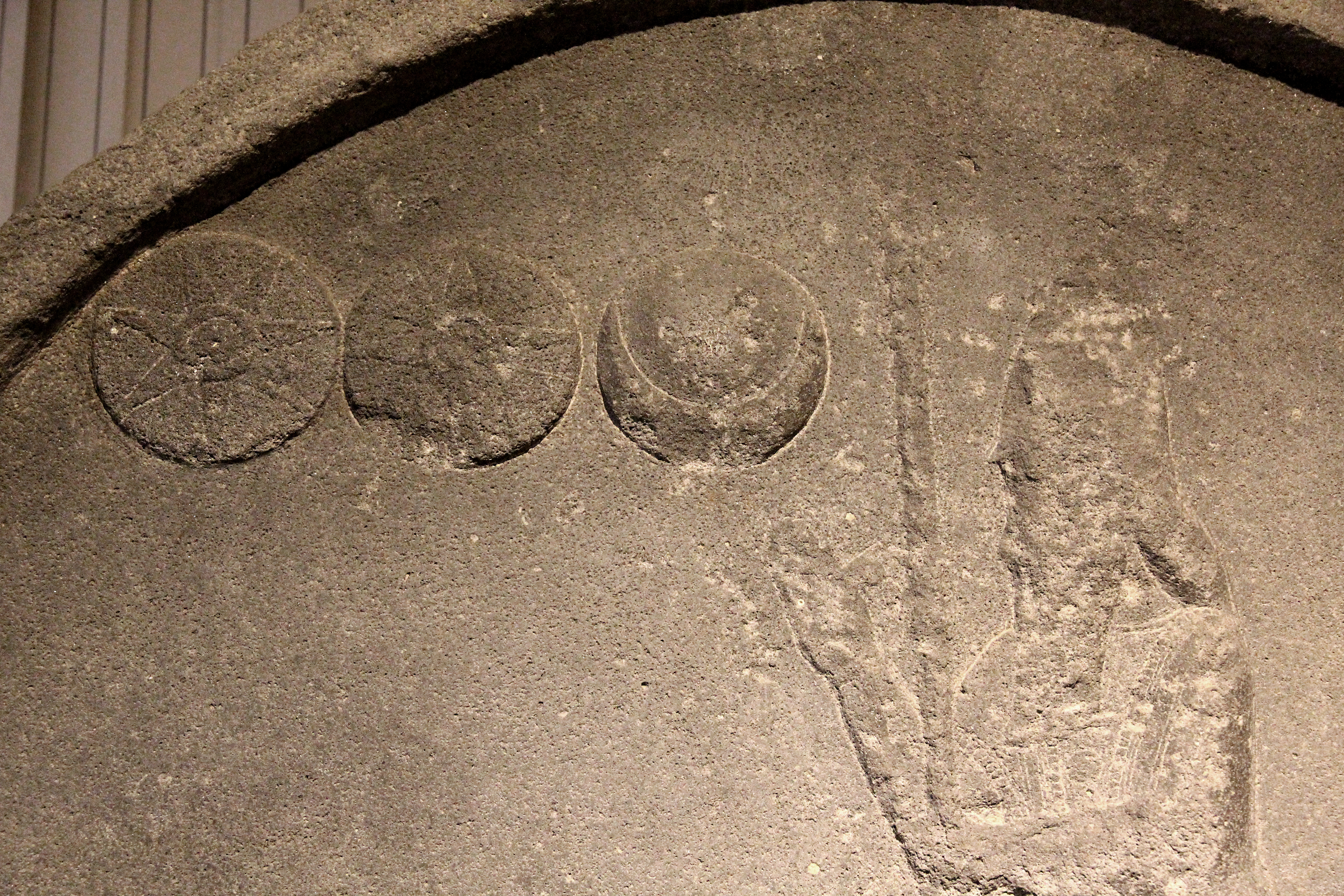
Die Darstellung des aschgrauen Mondlichts am Kopf einer babylonischen Stele im Archäologischen Museum Şanlıurfa in der Türkei aus dem sechsten vorchristlichen Jahrhundert mit dem letzten König des Neubabylonischen Reiches Nabonid aus Harran.
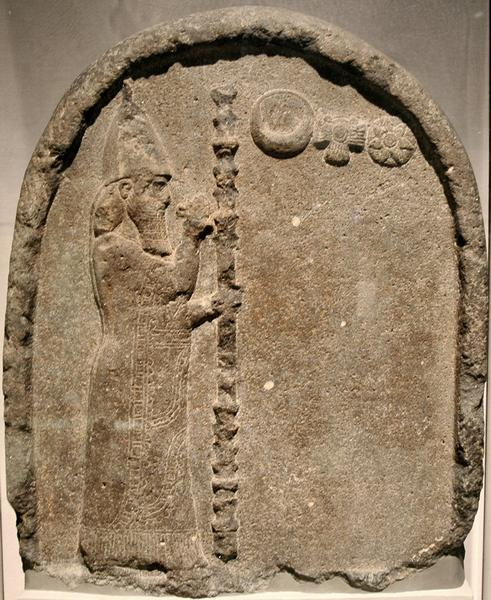
Babylonisches Relief mit der Darstellung des aschgrauen Mondlichts aus dem sechsten vorchristlichen Jahrhundert mit dem König Nabonid bei der Anbetung der Gestirnsgottheiten Sin (Mond), Šamaš (Sonne) und Ištar (Venus).
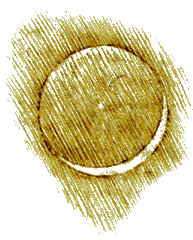
Skizze einer Mondsichel mit zurückgeworfenem Erdschein von Leonardo da Vinci (etwa 1506–1510; aus dem Codex Leicester).